# 鮑力卓
鮑力卓（Richard Bamping），於1993年開始擔任香港管弦樂團首席大提琴師，他在表演時經常向觀眾展露微笑而為人所認識。
他所採用的大提琴，是一位贊助人所捐贈的皮雅替連尼大提琴，在1790年於佛羅倫斯製造，由於該樂器乃手工製造，故此極為珍貴。

## 外部連結
- 香港管弦樂團--樂師介紹[永久]